# Connellia augustae
Connellia augustae é uma espécie vegetal pertencente à família Bromeliaceae, endêmica da região do Monte Roraima